# Finlândia nos Jogos Olímpicos de Verão de 2024
Finlândia participou dos Jogos Olímpicos de Verão de 2024, realizados em Paris, na França. Foi a 27.ª aparição consecutiva do país nos Jogos Olímpicos de Verão desde a estreia em Londres 1908.
Foi representado por 56 atletas que competiram em 13 esportes, mas nenhum conquistou medalhas. A edição de 2024 marcou a primeira vez na história olímpica finlandesa que o país não conseguiu ganhar uma medalha, encerrando uma sequência de medalhas em 50 Jogos Olímpicos consecutivos (incluindo verão e inverno). A melhor colocação de atletas finlandês em Paris foi o quinto lugar alcançado por três mulheres: Pihla Kaivo-oja na categoria até 50 kg do boxe, Silja Kosonen no lançamento de martelo do atletismo e Heili Sirviö no skate park.

## Competidores
Esta foi a participação por modalidade nesta edição:
| Esporte       | Masculino | Feminino | Total |
| ------------- | --------- | -------- | ----- |
| Atletismo     | 7         | 18       | 25    |
| Badminton     | 1         | 0        | 1     |
| Boxe          | 0         | 1        | 1     |
| Ciclismo      | 1         | 1        | 2     |
| Golfe         | 2         | 2        | 4     |
| Hipismo       | 1         | 4        | 5     |
| Judô          | 2         | 0        | 2     |
| Lutas         | 2         | 0        | 2     |
| Natação       | 1         | 1        | 2     |
| Skate         | 0         | 1        | 1     |
| Tiro          | 2         | 1        | 3     |
| Tiro com arco | 1         | 0        | 1     |
| Vela          | 3         | 4        | 7     |
| Total         | 23        | 33       | 56    |

## Desempenho

### Atletismo
- Q = Qualificado para a próxima fase
- q = Qualificado para a próxima fase como o perdedor mais rápido ou, em eventos de campo, pela posição sem atingir o alvo para qualificação
- N/A = Fase não aplicável para o evento
- Bye = Atleta não precisou disputar aquela fase

Masculino
Eventos de pista
| Atleta        | Evento                | Baterias | Baterias | Repescagem | Repescagem | Semifinal   | Semifinal   | Final       | Final       | Ref.  |
| Atleta        | Evento                | Tempo    | Pos.     | Tempo      | Pos.       | Tempo       | Pos.        | Tempo       | Pos.        | Ref.  |
| ------------- | --------------------- | -------- | -------- | ---------- | ---------- | ----------- | ----------- | ----------- | ----------- | ----- |
| Elmo Lakka    | 110 m com barreiras   | 13.84    | 7        | 13.75      | 7          | Não avançou | Não avançou | Não avançou | Não avançou | [ 7 ] |
| Topi Raitanen | 3000 m com obstáculos | 8:33.12  | 11       | N/A        | N/A        | N/A         | N/A         | Não avançou | Não avançou | [ 8 ] |
| Aku Partanen  | 20 km marcha          | N/A      | N/A      | N/A        | N/A        | N/A         | N/A         | 1:22:56     | 32          | [ 9 ] |

Eventos de campo
| Atleta          | Evento              | Qualificação | Qualificação | Final       | Final       | Ref.   |
| Atleta          | Evento              | Marca        | Pos.         | Marca       | Pos.        | Ref.   |
| --------------- | ------------------- | ------------ | ------------ | ----------- | ----------- | ------ |
| Urho Kujanpää   | Salto com vara      | 5.40         | 29           | Não avançou | Não avançou | [ 10 ] |
| Oliver Helander | Lançamento de dardo | 83.81        | 10 q         | 82.68       | 9           | [ 11 ] |
| Lassi Etelätalo | Lançamento de dardo | 82.91        | 12 q         | 84.58       | 8           | [ 12 ] |
| Toni Keränen    | Lançamento de dardo | 85.27        | 8 Q          | 80.92       | 10          | [ 13 ] |

Feminino
Eventos de pista
| Atleta              | Evento                | Preliminar | Preliminar | Baterias | Baterias | Repescagem | Repescagem | Semifinal   | Semifinal   | Final       | Final       | Ref.   |
| Atleta              | Evento                | Tempo      | Pos.       | Tempo    | Pos.     | Tempo      | Pos.       | Tempo       | Pos.        | Tempo       | Pos.        | Ref.   |
| ------------------- | --------------------- | ---------- | ---------- | -------- | -------- | ---------- | ---------- | ----------- | ----------- | ----------- | ----------- | ------ |
| Lotta Kemppinen     | 100 m                 | Bye        | Bye        | 11.56    | 7        | N/A        | N/A        | Não avançou | Não avançou | Não avançou | Não avançou | [ 14 ] |
| Eveliina Määttänen  | 800 m                 | N/A        | N/A        | 2:00.02  | 4        | 2:00.38    | 4          | Não avançou | Não avançou | Não avançou | Não avançou | [ 15 ] |
| Sara Lappalainen    | 1500 m                | N/A        | N/A        | 4:08.66  | 12       | DNS        | DNS        | Não avançou | Não avançou | Não avançou | Não avançou | [ 16 ] |
| Nathalie Blomqvist  | 5000 m                | N/A        | N/A        | 15:02.75 | 7 Q      | N/A        | N/A        | N/A         | N/A         | 14:53.10    | 13          | [ 17 ] |
| Lotta Harala        | 100 m com barreiras   | N/A        | N/A        | 12.97    | 5        | 12.86      | 1 Q        | 13.05       | 8           | Não avançou | Não avançou | [ 18 ] |
| Reetta Hurske       | 100 m com barreiras   | N/A        | N/A        | 12.96    | 6        | 12.83      | 3          | Não avançou | Não avançou | Não avançou | Não avançou | [ 19 ] |
| Viivi Lehikoinen    | 400 m com barreiras   | N/A        | N/A        | 56.67    | 7        | 58.04      | 6          | Não avançou | Não avançou | Não avançou | Não avançou | [ 20 ] |
| Ilona Mononen       | 3000 m com obstáculos | N/A        | N/A        | 9:22.77  | 6        | N/A        | N/A        | N/A         | N/A         | Não avançou | Não avançou | [ 21 ] |
| Camilla Richardsson | Maratona              | N/A        | N/A        | N/A      | N/A      | N/A        | N/A        | N/A         | N/A         | 2:38:02     | 65          | [ 22 ] |

Eventos de campo
| Atleta             | Evento                | Qualificação | Qualificação | Final       | Final       | Ref.   |
| Atleta             | Evento                | Marca        | Pos.         | Marca       | Pos.        | Ref.   |
| ------------------ | --------------------- | ------------ | ------------ | ----------- | ----------- | ------ |
| Ella Junnila       | Salto em altura       | 1.83         | 28           | Não avançou | Não avançou | [ 23 ] |
| Wilma Murto        | Salto com vara        | 4.55         | 9 q          | 4.70        | 6           | [ 24 ] |
| Elina Lampela      | Salto com vara        | 4.55         | 7 q          | 4.40        | 14          | [ 25 ] |
| Senni Salminen     | Salto triplo          | DNS          | DNS          | Não avançou | Não avançou | [ 26 ] |
| Silja Kosonen      | Lançamento de martelo | 72.11        | 9 q          | 74.04       | 5           | [ 27 ] |
| Krista Tervo       | Lançamento de martelo | 74.79        | 1 Q          | 73.83       | 6           | [ 28 ] |
| Suvi Koskinen      | Lançamento de martelo | 67.90        | 21           | Não avançou | Não avançou | [ 29 ] |
| Anni-Linnea Alanen | Lançamento de dardo   | 55.30        | 30           | Não avançou | Não avançou | [ 30 ] |

Eventos combinados – Heptatlo
| Atleta        | Evento  | 100B  | SA   | AP    | 200 m | SD   | LDa   | 800 m   | Total | Pos. | Ref.   |
| ------------- | ------- | ----- | ---- | ----- | ----- | ---- | ----- | ------- | ----- | ---- | ------ |
| Saga Vanninen | Result. | 13.61 | 1.74 | 14.19 | 24.74 | 5.85 | 47.00 | 2:14.36 | 6163  | 15   | [ 31 ] |
| Saga Vanninen | Pontos  | 1034  | 903  | 807   | 911   | 804  | 802   | 902     | 6163  | 15   | [ 31 ] |

### 

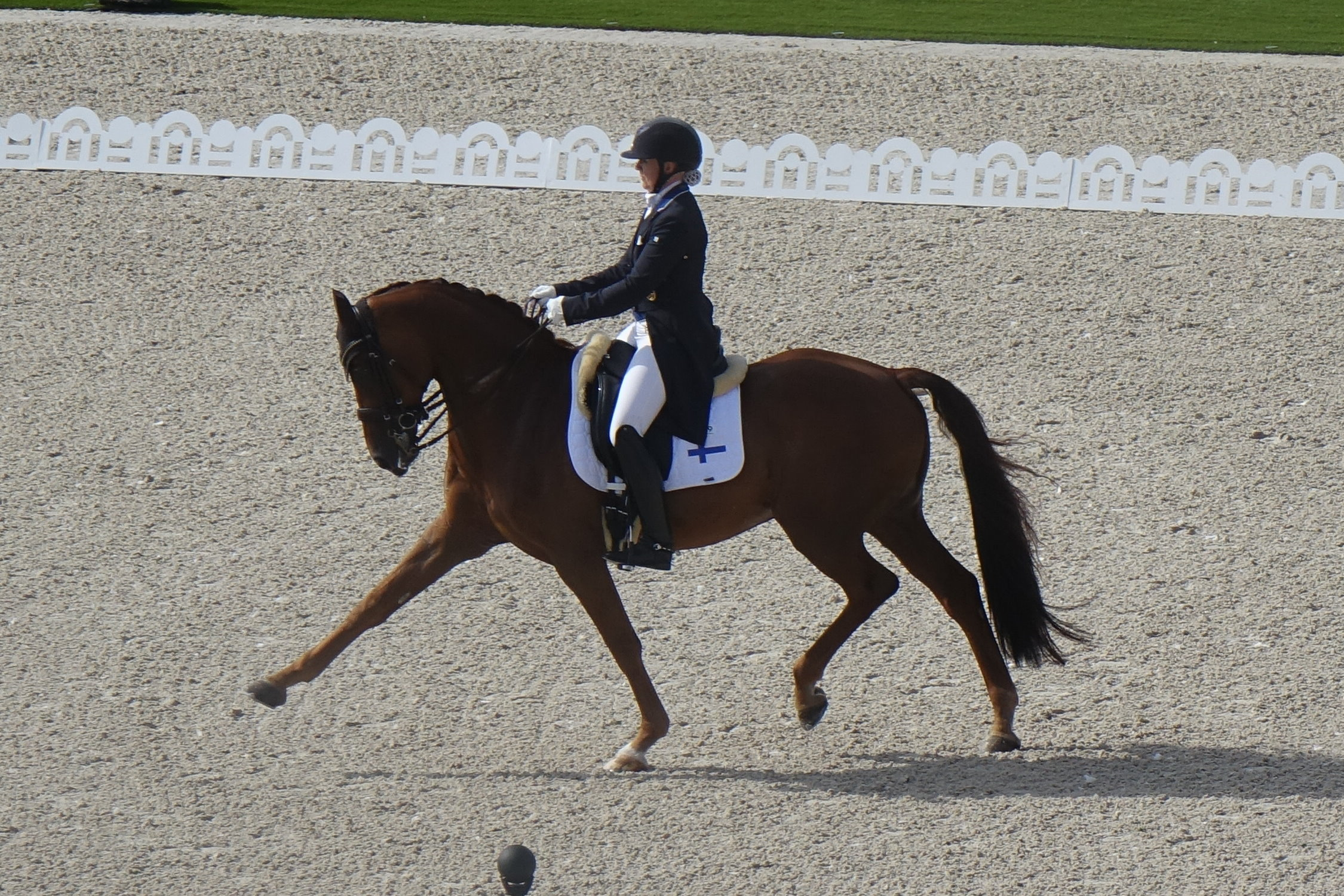
Emma Kanerva com Greek Air durante uma das apresentações

### Badminton
Masculino
| Atleta         | Evento  | Fase de grupos       | Fase de grupos             | Fase de grupos | Oitavas              | Quartas              | Semifinal            | Final / DB           | Final / DB  | Ref.   |
| Atleta         | Evento  | Adversário Resultado | Adversário Resultado       | Pos.           | Adversário Resultado | Adversário Resultado | Adversário Resultado | Adversário Resultado | Pos.        | Ref.   |
| -------------- | ------- | -------------------- | -------------------------- | -------------- | -------------------- | -------------------- | -------------------- | -------------------- | ----------- | ------ |
| Kalle Koljonen | Simples | MRI J Paul V 2–0     | THA K Vitidsarn D 0–1, RET | RET            | Não avançou          | Não avançou          | Não avançou          | Não avançou          | Não avançou | [ 32 ] |

### Boxe
Feminino
| Atleta          | Evento    | Fase de 32           | Oitavas de final     | Quartas de final      | Semifinal            | Final                | Final       | Ref.   |
| Atleta          | Evento    | Adversário Resultado | Adversário Resultado | Adversário Resultado  | Adversário Resultado | Adversário Resultado | Pos.        | Ref.   |
| --------------- | --------- | -------------------- | -------------------- | --------------------- | -------------------- | -------------------- | ----------- | ------ |
| Pihla Kaivo-oja | Até 50 kg | ZAM M Tembo V 5–0    | USA J Lozano V 5–0   | TUR B Çakıroğlu D 0–5 | Não avançou          | Não avançou          | Não avançou | [ 33 ] |

### Ciclismo

#### Estrada
Feminino
| Atleta           | Evento             | Tempo    | Pos. | Ref.   |
| ---------------- | ------------------ | -------- | ---- | ------ |
| Anniina Ahtosalo | Corrida em estrada | 4:07:04  | 37   | [ 34 ] |
| Anniina Ahtosalo | Contrarrelógio     | 45:05.18 | 30   | [ 34 ] |

#### Mountain bike
Masculino
| Atleta       | Evento        | Tempo | Pos. | Ref.   |
| ------------ | ------------- | ----- | ---- | ------ |
| Joni Savaste | Cross-country | DNF   | DNF  | [ 35 ] |

### Golfe
Masculino
| Atleta          | Evento     | Rodada 1 | Rodada 2 | Rodada 3 | Rodada 4 | Total | Total | Total | Ref.   |
| Atleta          | Evento     | Total    | Total    | Total    | Total    | Total | Par   | Pos.  | Ref.   |
| --------------- | ---------- | -------- | -------- | -------- | -------- | ----- | ----- | ----- | ------ |
| Sami Välimäki   | Individual | 67       | 71       | 72       | 75       | 285   | +1    | =45   | [ 36 ] |
| Tapio Pulkkanen | Individual | 69       | 72       | 71       | 70       | 282   | –2    | =35   | [ 37 ] |

Feminino
| Atleta           | Evento     | Rodada 1 | Rodada 2 | Rodada 3 | Rodada 4 | Total | Total | Total | Ref.   |
| Atleta           | Evento     | Total    | Total    | Total    | Total    | Total | Par   | Pos.  | Ref.   |
| ---------------- | ---------- | -------- | -------- | -------- | -------- | ----- | ----- | ----- | ------ |
| Ursula Wikström  | Individual | 82       | 72       | 81       | 72       | 307   | +19   | 57    | [ 38 ] |
| Noora Komulainen | Individual | 84       | 82       | 78       | WD       | WD    | WD    | WD    | [ 39 ] |

### Hipismo

#### Adestramento
| Atleta                                    | Cavalo           | Evento     | Grand Prix | Grand Prix | Grand Prix Special | Grand Prix Special | Grand Prix Freestyle | Grand Prix Freestyle | Geral       | Geral       | Ref.                 |
| Atleta                                    | Cavalo           | Evento     | Total      | Pos.       | Total              | Pos.               | Técnico              | Artístico            | Total       | Pos.        | Ref.                 |
| ----------------------------------------- | ---------------- | ---------- | ---------- | ---------- | ------------------ | ------------------ | -------------------- | -------------------- | ----------- | ----------- | -------------------- |
| Emma Kanerva                              | Greek Air        | Individual | 73.680     | 17 q       | —                  | —                  | 75.929               | 87.286               | 81.607      | 12          | [ 40 ]               |
| Joanna Robinson                           | Glamouraline     | Individual | 65.637     | 54         | —                  | —                  | Não avançou          | Não avançou          | Não avançou | Não avançou | [ 41 ]               |
| Henri Ruoste                              | Tiffanys Diamond | Individual | 70.621     | 30         | —                  | —                  | Não avançou          | Não avançou          | Não avançou | Não avançou | [ 42 ]               |
| Emma Kanerva Joanna Robinson Henri Ruoste | Ver acima        | Equipes    | 209.938    | 9 Q        | 212.036            | 8                  | —                    | —                    | 212.036     | 7           | [ 40 ] [ 41 ] [ 42 ] |

#### CCE
| Atleta           | Cavalo      | Evento     | Adestramento | Adestramento | Cross-country | Cross-country | Cross-country | Saltos       | Saltos       | Saltos       | Saltos      | Saltos      | Saltos      | Total | Total | Ref.   |
| Atleta           | Cavalo      | Evento     | Adestramento | Adestramento | Cross-country | Cross-country | Cross-country | Qualificação | Qualificação | Qualificação | Final       | Final       | Final       | Total | Total | Ref.   |
| Atleta           | Cavalo      | Evento     | Pen.         | Pos.         | Penalties     | Total         | Pos.          | Pen.         | Total        | Pos.         | Pen.        | Total       | Pos.        | Pen.  | Pos.  | Ref.   |
| ---------------- | ----------- | ---------- | ------------ | ------------ | ------------- | ------------- | ------------- | ------------ | ------------ | ------------ | ----------- | ----------- | ----------- | ----- | ----- | ------ |
| Veera Manninen   | Sir Greg    | Individual | 36.80        | 50           | 18.40         | 55.20         | 39            | 1.20         | 56.40        | 36           | Não avançou | Não avançou | Não avançou | 56.40 | 36    | [ 44 ] |
| Sanna Siltakorpi | Bofey Click | Individual | 35.40        | =43          | 21.80         | 57.20         | 40            | WD           | WD           | WD           | WD          | WD          | WD          | WD    | WD    | [ 45 ] |

### Judô
Masculino
| Atleta             | Evento         | Primeira fase         | Oitavas               | Quartas              | Semifinais           | Repescagem           | Final / DB           | Final / DB | Ref.   |
| Atleta             | Evento         | Adversário Resultado  | Adversário Resultado  | Adversário Resultado | Adversário Resultado | Adversário Resultado | Adversário Resultado | Pos.       | Ref.   |
| ------------------ | -------------- | --------------------- | --------------------- | -------------------- | -------------------- | -------------------- | -------------------- | ---------- | ------ |
| Luukas Saha        | Até 66 kg      | TUR M Demirel V 01–00 | MDA D Vieru D 00–01   | Não avançou          | Não avançou          | Não avançou          | Não avançou          | =9         | [ 46 ] |
| Martti Puumalainen | Mais de 100 kg | Bye                   | AZE U Kokauri D 00–10 | Não avançou          | Não avançou          | Não avançou          | Não avançou          | =9         | [ 47 ] |

### Lutas

#### Greco-romana
Masculino
| Atleta          | Evento    | Oitavas              | Quartas              | Semifinais           | Repescagem           | Final / DB           | Final / DB  | Ref.   |
| Atleta          | Evento    | Adversário Resultado | Adversário Resultado | Adversário Resultado | Adversário Resultado | Adversário Resultado | Pos.        | Ref.   |
| --------------- | --------- | -------------------- | -------------------- | -------------------- | -------------------- | -------------------- | ----------- | ------ |
| Jonni Sarkkinen | Até 77 kg | ARM M Amoyan D 0–8   | Não avançou          | Não avançou          | Não avançou          | Não avançou          | Não avançou | [ 48 ] |
| Arvi Savolainen | Até 97 kg | ALG F Rouabah V 4–0  | CUB G Rosillo D 2–5  | Não avançou          | Não avançou          | Não avançou          | Não avançou | [ 49 ] |

### Natação
Masculino
| Atleta         | Evento      | Eliminatórias | Eliminatórias | Semifinal   | Semifinal   | Final       | Final       | Ref.   |
| Atleta         | Evento      | Tempo         | Pos.          | Tempo       | Pos.        | Tempo       | Pos.        | Ref.   |
| -------------- | ----------- | ------------- | ------------- | ----------- | ----------- | ----------- | ----------- | ------ |
| Matti Mattsson | 200 m peito | 2:11.18       | 18            | Não avançou | Não avançou | Não avançou | Não avançou | [ 50 ] |

Feminino
| Atleta     | Evento      | Eliminatórias | Eliminatórias | Semifinal   | Semifinal   | Final       | Final       | Ref.   |
| Atleta     | Evento      | Tempo         | Pos.          | Tempo       | Pos.        | Tempo       | Pos.        | Ref.   |
| ---------- | ----------- | ------------- | ------------- | ----------- | ----------- | ----------- | ----------- | ------ |
| Ida Hulkko | 100 m peito | 1:08.73       | 26            | Não avançou | Não avançou | Não avançou | Não avançou | [ 51 ] |

### Skate
Feminino
| Atleta       | Evento | Qualificação | Qualificação | Final  | Final | Ref.   |
| Atleta       | Evento | Pontos       | Pos.         | Pontos | Pos.  | Ref.   |
| ------------ | ------ | ------------ | ------------ | ------ | ----- | ------ |
| Heili Sirviö | Park   | 83.42        | 5 Q          | 88.89  | 5     | [ 52 ] |

### Tiro
Masculino
| Atleta          | Evento               | Qualificação | Qualificação | Final       | Final       | Ref.   |
| Atleta          | Evento               | Marca        | Pos.         | Marca       | Pos.        | Ref.   |
| --------------- | -------------------- | ------------ | ------------ | ----------- | ----------- | ------ |
| Aleksi Leppä    | Carabina de ar 10 m  | 627.8        | 22           | Não avançou | Não avançou | [ 53 ] |
| Aleksi Leppä    | Carabina 3 pos. 50 m | 586          | 24           | Não avançou | Não avançou | [ 54 ] |
| Eetu Kallioinen | Skeet                | 117          | 20           | Não avançou | Não avançou | [ 55 ] |

Feminino
| Atleta           | Evento         | Qualificação | Qualificação | Final       | Final       | Ref.   |
| Atleta           | Evento         | Marca        | Pos.         | Marca       | Pos.        | Ref.   |
| ---------------- | -------------- | ------------ | ------------ | ----------- | ----------- | ------ |
| Noora Antikainen | Fossa olímpica | 107          | 30           | Não avançou | Não avançou | [ 56 ] |

### Tiro com arco
Masculino
| Atleta          | Evento     | Ranqueamento | Ranqueamento | Fase de 64           | Fase de 32           | Oitavas              | Quartas              | Semifinal            | Final / DB           | Final / DB  | Ref.   |
| Atleta          | Evento     | Total        | Pos.         | Adversário Resultado | Adversário Resultado | Adversário Resultado | Adversário Resultado | Adversário Resultado | Adversário Resultado | Pos.        | Ref.   |
| --------------- | ---------- | ------------ | ------------ | -------------------- | -------------------- | -------------------- | -------------------- | -------------------- | -------------------- | ----------- | ------ |
| Antti Tekoniemi | Individual | 656          | 41           | TPE Tai Y-h D 0–6    | Não avançou          | Não avançou          | Não avançou          | Não avançou          | Não avançou          | Não avançou | [ 57 ] |

### Vela
Eventos com regata da medalha
| Atleta                        | Evento       | Regatas | Regatas | Regatas | Regatas | Regatas | Regatas | Regatas | Regatas | Regatas | Regatas | Regatas | Regatas | Regatas | Regatas | Regatas | Regatas | Pontos | Pos. | Ref.          |
| Atleta                        | Evento       | 1       | 2       | 3       | 4       | 5       | 6       | 7       | 8       | 9       | 10      | 11      | 12      | 13      | 14      | 15      | M*      | Pontos | Pos. | Ref.          |
| ----------------------------- | ------------ | ------- | ------- | ------- | ------- | ------- | ------- | ------- | ------- | ------- | ------- | ------- | ------- | ------- | ------- | ------- | ------- | ------ | ---- | ------------- |
| Kaarle Tapper                 | Laser        | 23      | 18      | 9       | 32      | 44      | 44      | 44      | 44      | —       | —       | —       | —       | —       | —       | —       | EL      | 214    | 37   | [ 58 ]        |
| Monika Mikkola                | Laser Radial | 18      | 2       | 5       | 13      | 30      | 29      | 44      | 18      | 12      | —       | —       | —       | —       | —       | —       | EL      | 127    | 16   | [ 59 ]        |
| Ronja Grönblom Veera Hokka    | 49erFX       | 8       | 14      | 18      | 13      | 10      | 1       | 8       | 4       | 21      | 11      | 16      | 13      | —       | —       | —       | EL      | 116    | 15   | [ 60 ] [ 61 ] |
| Sinem Kurtbay Akseli Keskinen | Nacra 17     | 3       | 7       | 4       | 4       | 11      | 5       | 7       | 11      | 11      | 12      | 15      | 4       | —       | —       | —       | 18      | 97     | 7    | [ 62 ] [ 63 ] |

M = Regata da medalha; EL = Eliminado(a) – não avançou para a regata da medalha
Eventos de eliminação
| Atleta       | Evento           | Série de abertura | Série de abertura | Série de abertura | Série de abertura | Série de abertura | Série de abertura | Série de abertura | Série de abertura | Série de abertura | Série de abertura | Série de abertura | Série de abertura | Série de abertura | Série de abertura | Série de abertura | Série de abertura | Série de abertura | Série de abertura | Série de abertura | Série de abertura | Série de abertura | Série de abertura | Quartas     | Semifinal   | Final       | Pos. | Ref.   |
| Atleta       | Evento           | 1                 | 2                 | 3                 | 4                 | 5                 | 6                 | 7                 | 8                 | 9                 | 10                | 11                | 12                | 13                | 14                | 15                | 16                | 17                | 18                | 19                | 20                | Pontos            | Pos.              | Quartas     | Semifinal   | Final       | Pos. | Ref.   |
| ------------ | ---------------- | ----------------- | ----------------- | ----------------- | ----------------- | ----------------- | ----------------- | ----------------- | ----------------- | ----------------- | ----------------- | ----------------- | ----------------- | ----------------- | ----------------- | ----------------- | ----------------- | ----------------- | ----------------- | ----------------- | ----------------- | ----------------- | ----------------- | ----------- | ----------- | ----------- | ---- | ------ |
| Jakob Eklund | IQFoil masculino | 14                | 17                | 18                | 19                | 18                | 20                | 10                | 16                | 16                | 19                | 18                | 10                | 16                | Cancelado         | Cancelado         | Cancelado         | Cancelado         | Cancelado         | Cancelado         | Cancelado         | 172               | 20                | Não avançou | Não avançou | Não avançou | 20   | [ 64 ] |